# 山形県道280号天童停車場若松線
山形県道280号天童停車場若松線（やまがたけんどう280ごう てんどうていしゃじょうわかまつせん）は、山形県天童市を通る一般県道である。

## 概要
天童市本町1丁目のJR東日本奥羽本線 天童駅から天童市大字山元の若松寺に至る。

### 路線データ
- 起点：天童市本町1丁目（JR東日本奥羽本線 天童駅前）
- 終点：天童市大字山元（若松寺付近）

## 歴史
- 1995年（平成7年）4月1日 - かつての県道若松天童線が、山形県告示第360号により現路線に変更される。

## 路線状況

### 重複区間
- 山形県道279号荒谷原崎線（天童市大字山元）

### 道路施設

#### 橋梁
- 角行橋（倉津川、天童市）

## 地理

### 通過する自治体
- 山形県
  - 天童市

### 交差する道路
| 交差する道路                         | 交差する場所 | 交差する場所 |
| ------------------------------------ | ------------ | ------------ |
| 山形県道22号山形天童線               | 本町2丁目    |              |
| 山形県道23号天童大江線               | 東本町1丁目  | 東本町交差点 |
| 国道13号                             | 鎌田1丁目    |              |
| 山形県道279号荒谷原崎線 重複区間起点 | 大字山元     |              |
| 山形県道279号荒谷原崎線 重複区間終点 | 大字山元     |              |

### 沿線
- JR東日本奥羽本線 天童駅
- 天童バスターミナル
- 中央公園
- 天童市役所
- 広重美術館
- 温泉公園
- 天童焼若松窯
- 若松寺観音堂